# Elezioni federali in Svizzera del 2011
Le elezioni federali in Svizzera del 2011 si sono tenute il 23 ottobre. Nella tornata elettorale sono stati rinnovati tutti i seggi dell'Assemblea Federale, 200 del Consiglio nazionale e 46 del Consiglio degli Stati.
Queste elezioni, come esito complessivo, hanno determinato il rafforzamento politico del centro moderato, invertendo una tendenza alla polarizzazione cominciata all'inizio degli anni novanta e continuata durante i primi anni del 2000; diversamente dal recente passato, invece, i partiti centristi hanno guadagnato dieci seggi in Consiglio nazionale, mentre quelli di sinistra e di destra ne hanno persi tre e sette, rispettivamente. L'affluenza alle urne è stata del 49,1%, in leggero rialzo rispetto al 48,9% registratosi alle precedenti elezioni federali del 2007.

## Risultati

### Consiglio Nazionale
| Liste  | Liste                                                              | Voti      | %     | Seggi |
| ------ | ------------------------------------------------------------------ | --------- | ----- | ----- |
|        | Unione Democratica di Centro                                       | 641 106   | 26,60 | 54    |
|        | Partito Socialista Svizzero                                        | 450 693   | 18,70 | 46    |
|        | PLR.I Liberali Radicali                                            | 364 704   | 15,13 | 30    |
|        | Partito Popolare Democratico                                       | 296 350   | 12,30 | 28    |
|        | Partito Ecologista Svizzero                                        | 203 447   | 8,44  | 15    |
|        | Partito Borghese Democratico                                       | 130 878   | 5,43  | 9     |
|        | Partito Verde Liberale della Svizzera                              | 130 041   | 5,40  | 12    |
|        | Partito Evangelico Svizzero                                        | 48 259    | 2,00  | 2     |
|        | Unione Democratica Federale                                        | 30 340    | 1,26  | –     |
|        | La Sinistra - Lista Alternativa - Partito del Lavoro - Solidarietà | 28 861    | 1,20  | –     |
|        | Lega dei Ticinesi                                                  | 18 956    | 0,79  | 2     |
|        | Partito Cristiano Sociale                                          | 15 312    | 0,64  | 1     |
|        | Partito Pirata                                                     | 11 616    | 0,48  | –     |
|        | Movimento dei Cittadini Ginevrini                                  | 10 555    | 0,44  | 1     |
|        | Democratici Svizzeri                                               | 4 838     | 0,20  | –     |
|        | Altri                                                              | 24 169    | 1,00  | –     |
| Totale | Totale                                                             | 2 410 125 | 100   | 200   |

| Riepilogo dei seggi | Riepilogo dei seggi | Riepilogo dei seggi | Riepilogo dei seggi | Riepilogo dei seggi | Riepilogo dei seggi | Riepilogo dei seggi |
| ------------------- | ------------------- | ------------------- | ------------------- | ------------------- | ------------------- | ------------------- |
|                     |                     |                     |                     |                     |                     |                     |
| PS                  | 46                  | ▲ 3                 |                     | Verdi Svizzeri      | 15                  | ▼ 5                 |
| PEV                 | 2                   | ━                   |                     | MCG                 | 1                   | ▲ 1                 |
| PVL                 | 12                  | ▲ 9                 |                     | PPD - CSP OW        | 29                  | ▼ 2                 |
| PBD                 | 9                   | ▲ 9                 |                     | PLR                 | 30                  | ▼ 5                 |
| Lega dei Ticinesi   | 2                   | ▲ 1                 |                     | UDC                 | 54                  | ▼ 8                 |

### Consiglio degli Stati

Composizione del nuovo Consiglio degli Stati

| Liste  | Liste                                          | Seggi |
| ------ | ---------------------------------------------- | ----- |
|        | Partito Popolare Democratico                   | 13    |
|        | PLR.I Liberali Radicali                        | 11    |
|        | Partito Socialista Svizzero                    | 11    |
|        | Unione Democratica di Centro                   | 5     |
|        | Partito Ecologista Svizzero                    | 2     |
|        | Partito Verde Liberale della Svizzera          | 2     |
|        | Partito Borghese Democratico                   | 1     |
|        | Candidato indipendente                         | 1     |
|        | Partito Evangelico Svizzero                    | -     |
|        | Unione Democratica Federale                    | -     |
|        | La Sinistra - Partito del Lavoro - Solidarietà | -     |
|        | Lega dei Ticinesi                              | -     |
|        | Partito Cristiano Sociale                      | -     |
|        | Partito Pirata                                 | -     |
|        | Movimento Civico Romando                       | -     |
|        | Democratici Svizzeri                           | -     |
|        | Altri                                          | -     |
| Totale | Totale                                         | 46    |

## Quadro politico

### Consiglio Nazionale
Alle scorse elezioni l'Unione Democratica di Centro (UDC) ottenne il maggior risultato mai registrato per un singolo partito in un'elezione svizzera, col 29%. Poco più tardi, una corrente più moderata dello stesso partito si scisse, formando il Partito Borghese Democratico (PBD). In queste elezioni, il PBD, ha ottenuto un buon successo, ricevendo il 5.4% del voto popolare, lo stesso risultato dell'altrettanto giovane Partito Verde Liberale della Svizzera.
Quasi tutti i maggiori partiti hanno perso voti e seggi, anche l'UDC per la prima volta dal 1987. Nonostante ciò, con il 26.6% esso è ancora il più forte partito, e mantiene un buon margine, ma queste elezioni marcano la fine della sua rapida crescita, condotta per 12 anni fra il 1995 e il 2007. Fra quelli più grandi, l'unico partito a crescere (almeno in seggi) è stato quello Socialista, che, pur a fronte di una diminuzione di quasi l'1% nel voto popolare, ha paradossalmente guadagnato 3 nuovi mandati al CN.
Fra i piccoli partiti, il Partito Evangelico ha ricevuto circa 8 000 voti in meno, ma è riuscito a riportare i suoi due eletti a Berna. La Lega dei Ticinesi ha invece ricevuto 5 000 voti in più ed è riuscita ad eleggere un altro seggio, portando a due i suoi rappresentanti alla camera bassa del parlamento. Il Partito Cristiano Sociale, invece, pur facendo un sensibile passo in avanti, incrementando di due terzi i suoi voti (da circa 9 000 a oltre 15 000), ha riportato il suo unico seggio, senza aggiungerne altri a fianco.
Fra i partiti che sono usciti dal parlamento ci sono, poi, il Partito del Lavoro (che in queste elezioni si presentava all'interno di un cartello più ampio di partiti di sinistra) e l'Unione Democratica Federale di centro-destra: entrambi hanno perso l'unico seggio che contavano all'Assemblea Federale. All'opposto, fra i nuovi movimenti, il Movimento dei Cittadini Ginevrini è entrato per la prima volta alla camera.

### Consiglio degli Stati
In 19 cantoni e in 5 semi-cantoni, il Consiglio degli Stati è eletto tramite un sistema maggioritario plurinominale a doppio turno: al primo turno sono eletti fino a due candidati (nei cantoni) e fino a un candidato (nei semi-cantoni) che abbiano ottenuto un ammontare di preferenze che sia maggiore o uguale alla maggioranza assoluta degli aventi diritto al voto; se nessun candidato sorpassa questa soglia allora i candidati al di sopra di un'altra soglia minima (che può variare da cantone a cantone), accedono al secondo turno, in cui vengono eletti semplicemente i candidati comunque più votati (o il candidato comunque più votato, nel caso in cui al primo turno sia stato eletto almeno uno di essi con la maggioranza assoluta o che si tratti di un semi-cantone). Sia al primo che al secondo turno gli elettori possono esprimere un massimo di due preferenze, anche per candidati di diversi partiti. Nel cantone di Giura i due seggi del CS vengono invece eletti col sistema proporzionale. Nel semicantone di Appenzello Interno, l'unico eletto assegnato viene scelto dall'Assemblea dei Cittadini Votanti (Landsgemeinde); altra particolarità di quest'ultima elezione è quella che si tiene nell'aprile precedente alle elezioni generali. Al primo turno, celebratosi contemporaneamente all'unico turno delle elezioni per il Consiglio Nazionale, sono stati attribuiti solo 27 dei 46 seggi del CS; il secondo turno, tenutosi in quasi tutti i cantoni il 27 novembre, ha delineato una sconfitta dei popolari democratici e un arretramento dell'UDC (sempre a causa della scissione con PBD), una sostanziale tenuta dei liberali e una vittoria dei socialisti. Si segnala poi l'elezione di un candidato indipendente a Sciaffusa.